# Pascal de Duve
Pascal de Duve est un écrivain belge né le 5 février 1964 à Anvers et mort du SIDA à 29 ans le 16 avril 1993 à Paris 1er, avant d'avoir pu terminer l'écriture d'un ouvrage sur cette maladie.

## Biographie
La famille de Duve est une famille de la noblesse belge originaire de Hanovre. Pascal est le fils de Pierre de Duve et de Marie-Henriette Le Boulangé. Son oncle Christian de Duve a été le lauréat du prix Nobel de médecine en 1974, tandis que Jacques de Duve, un autre de ses oncles, fut un résistant belge qui a mené des actions remarquables pendant la Seconde Guerre mondiale. Enfin, son frère Baudouin de Duve est l'auteur de Tintin en Thaïlande.
Pascal de Duve commence sa scolarité au collège Notre-Dame de Lourdes (Onze-Lieve-Vrouw-van-Lourdes college) à Edegem, mais termine ses études secondaires au collège jésuite Notre-Dame-d'Anvers. Dans son enfance, il est précocement curieux de tout, si bien qu'à l'âge de onze ans il débute ce qu'il appela une « collection de langues » et vient à en parler au moins quinze. Entre 1982 et 1983, il étudie la sinologie et l'égyptologie à la Katholieke Universiteit de Louvain. En 1984, à l'âge de vingt ans, il participe à une mission humanitaire en Égypte au sein de l'association Sœur Emmanuelle. Il « maîtrise parfaitement l'arabe » et donne des cours d'alphabétisation aux enfants d'un bidonville. Pascal de Duve s'installe à Paris en 1987 et obtient une maîtrise de philosophie à l'université Paris-VIII, matière qu'il enseignera pendant deux ans en 1990 et 1991. Il a été membre du comité d'honneur de l'Association pour la sauvegarde et l'expansion de la langue française (association loi de 1901)..

### Œuvre littéraire
Son premier roman, Izo, paru en 1990, lui vaut un succès immédiat. L'émission Apostrophes de Bernard Pivot lui consacre un portrait à cette occasion, dans la section « La Balcon » de l'émission, le 16 juin 1990.

#### Cargo Vie
Il travaille sur un nouveau roman, Le Nain et le Violoniste, lorsqu'il apprend qu'il est atteint du sida. Il abandonne alors la fiction et publie, en 1993, Cargo Vie, journal de bord d'une croisière transatlantique qu'il rédige du 28 mai 1992 au 22 juin de la même année. Il sous-titre cet ouvrage Vingt-six jours du crépuscule flamboyant d'un jeune homme passionné.
À la suite de la parution de Cargo Vie, il participe à plusieurs émissions de télévision. Lors de La Marche du siècle animée par Jean-Marie Cavada il parle de l'épidémie du SIDA en ces mots : « Etrange déflagration qui ne crève les tympans que de ceux qui en sont touchés... ». L'émission est rediffusée après sa mort. Le 9 mars 1993, il est pris d'un malaise en direct pendant l'émission Durand la nuit, sur TF1,. À la fin de sa vie, Pascal de Duve est atteint d'une encéphalopathie, puis de la maladie de Kaposi. Il meurt à l'âge de 29 ans dans le 1er arrondissement de Paris. Ses obsèques ont eu lieu au cimetière du Père-Lachaise,,.

#### L'Orage de vivre

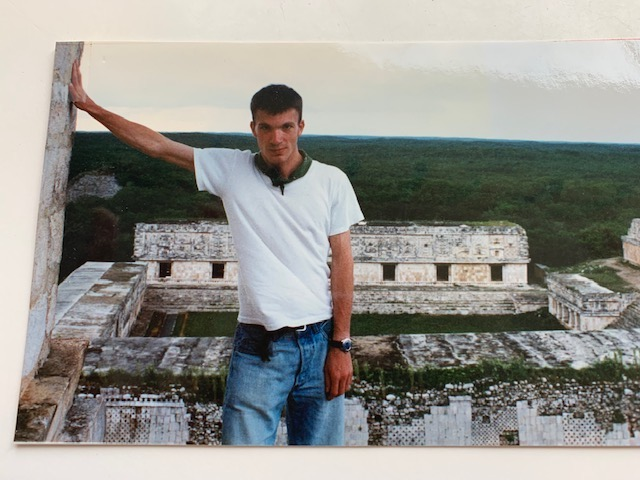
Portrait de Pascal de Duve

Pascal de Duve décède alors qu'il travaillait sur un projet de livre. Son éditrice et ses proches décident donc d'achever ce projet à partir des nombreuses notes qu'il avait commencé à rassembler. Ce recueil posthume, L'Orage de vivre, est publié en 1994 aux éditions Jean-Claude Lattès.
Cet assemblage de textes de nature différente permet de mieux comprendre le travail d’écriture de l’auteur. Il avait conçu cette œuvre comme un carnet, comme le journal de la fin de sa vie. Il y dévoile dans de courts récits ses rencontres amoureuses à Paris et à Bruxelles, et le type de relations qu'il entretenait avec ses compagnons. Il comporte un ensemble de pensées sur la maladie et la mort, mais surtout sur la vie et l'écriture. Ce sont des formes littéraires non-conventionnelles qui lui permettent d'énoncer un propos authentique sur la maladie et la mort. De cette rupture naît un discours original et fort. Dans la continuité de Cargo Vie et de ses interventions publiques, ce « journal d'adieu » délivre un message optimiste : « Profitez de la vie, c'est merveilleux ! ».

## Postérité
En 1998 dans une chronique du Figaro littéraire, Frédéric Beigbeder le qualifie comme un des « meilleurs » auteurs sur le SIDA : « La littérature du sida reste toutefois inégale : elle a donné le pire (Cyril Collard) et le meilleur (Hervé Guibert, Pascal de Duve, René de Ceccatty, Guy Hocquenghem, Jean-Paul Aron...). L'art est injuste : malheureusement, ce n'est pas parce qu'on est mourant qu'on a du génie. ».
En 2003 à Bruxelles, le théâtre du Nouveau Méridien fait jouer une interprétation de L'Orage de vivre. Le quotidien Le Soir, qui en fait la critique, décrit adaptation comme « un spectacle lumineux, baignant dans l'émerveillement perpétuel de l'auteur » qui permet la « rencontre avec un jeune homme disparu en pleine jeunesse. Un écrivain dont les trop rares livres (Izo, Cargo Vie...) ont traversé le ciel de la littérature comme de lumineux météores. ».

### Liste des œuvres
- Izo, Librairie générale française, coll. Le livre de poche, Paris, 1994, 191 p.  (ISBN 2-253-13522-4)
- Pascal de Duve, Cargo Vie (œuvre écrite), Éditions Jean-Claude Lattès, Paris, 1993.
- Cargo Vie, J.-C. Lattès, Paris, 1992, 192 p.  (ISBN 2-7096-1058-2)
- L'Orage de vivre, J.-C. Lattès, Paris, 1994, 206 p.  (ISBN 2-7096-1310-7)
- Izo + Le nain et le violoniste, Luc Pire, 2004, 316 p.  (ISBN 2-87415-375-3)
- Izo, réédition, (postface de Michel Robert), Ed Espace Nord, 2016, 286 p. (ISBN 978-2-87568-133-1)

### Lieux de résidence
- 121 Rue Saint-Denis 1er arrondissement de Paris